# Bakkebølle
Bakkebølle er en bebyggelse på Sydsjælland beliggende i Vordingborg Sogn, øst for Vordingborg. Landsbyen er en del af Vordingborg Kommune og tilhører Region Sjælland.
Bakkebølle var indtil 1774 ejet af Vordingborg Rytterdistrikt, siden kom det under godset Liliendal ved Mern. I landsbyen er rejst en sten til minde om Bakkebølles frikøb fra Liliendal i 1795, hvor de 16 bøndergårde overgik til selveje. Tidligere var der i Bakkebølle et trinbræt på Kalvehavebanen.
Den danske opfinder Jacob Ellehammer blev født i Bakkebølle i 1871.
Kunstneren Kay Nielsen ejede et hus i Bakkebølle, hvor han opholdt sig i perioder sidst i 1940'erne og i begyndelsen af 1950'erne .
Syd for landsbyen (ved Sjællands sydkyst, vest for Farøbroerne) ligger sommerhusområdet Bakkebølle Strand.